# 中华人民共和国劳动人事部
中华人民共和国劳动人事部是中華人民共和國國務院曾經有的一個组成部門，為1982年将国家劳动总局、国家人事局、国务院科技干部局、国家编制委员会合并而成。1988年，根據《國務院機構改革方案》，成立了人事部及勞動部，勞動人事部被撤銷。

## 历任部长
1. 赵守一
2. 赵东宛